# Reliktsländor
Reliktsländor (Inocelliidae) är en familj av halssländor. Reliktsländor ingår i ordningen halssländor, klassen egentliga insekter. Enligt Catalogue of Life omfattar familjen Inocelliidae 26 arter. 

## Släkten
- Fibla
- Indianoinocellia
- Inocellia
- Negha
- Parainocellia
- Sininocellia